# Scoriaderma
Scoriaderma is een geslacht van kevers uit de familie somberkevers (Zopheridae).

## Soorten
Deze lijst is mogelijk niet compleet.
| - S. congolense - S. cordicolle |